# Max Fränkel
Max Fränkel (Landsberg an der Warthe, 11 marzo 1846 – Berlino, 10 giugno 1903) è stato uno storico, filologo classico ed epigrafista tedesco ebreo, dedicatosi principalmente allo studio del greco antico.
I suoi figli furono l'archeologa classica Charlotte Fränkel e il filologo classico Hermann Fränkel, che nel 1935 emigrò negli Stati Uniti d'America.

## Opere
- (LA) Max Fränkel, De verbis potioribus, quibus opera statuaria Graeci notabant, Berlino, Dissertation, 1873.
- (DE) Max Fränkel, Die attischen Geschworenengerichte. Ein Beitrag zum attischen Staatsrecht, Berlino, 1877.
- (DE) Max Fränkel, Die Inschriften von Pergamon, Berlino, 2 Bände, 1890–1895.
- (DE) Max Fränkel, Epigraphisches aus Aegina, Berlino, 1897.
- Max Fränkel, Inscriptiones Graecae, IV: Inscriptiones Aeginae, Pityonesi, Cecryphaliae, Argolidis, Berlino, 1902.